# Grotte d'Arenaza
La grotte d'Arenaza est une grotte ornée située dans la commune de Galdames, dans la province de Biscaye, dans la communauté autonome du Pays basque, en Espagne,. Elle abrite des peintures pariétales datées du Solutréen ou du Magdalénien. Arenaza est l'une des trois grottes ornées les plus importantes de Biscaye, avec la grotte de Santimamiñe et la grotte d'Askondo. Elle a été classée Bien d'intérêt culturel en 1984 (cote RI-51-0005164).

## Historique
La grotte d'Arenaza a été découverte en 1962 par l'Association de spéléologie de Biscaye. Elle a ensuite été étudiée par le prêtre et préhistorien José Miguel de Barandiarán Ayerbe.

## Description
Une grande salle s'ouvre à environ 30 m de l’entrée de la grotte. À l’intérieur se trouve l'accès à une grande galerie, large en moyenne d'environ 20 m et haute d'environ 3 m. Après 60 m parcourus dans cette galerie, en remontant une rampe qui va vers la droite, on trouve une galerie étroite et basse, qui fait environ 40 m de long et n'est accessible qu'à genoux. C'est une véritable chatière, surtout à la fin quand on arrive dans une petite salle où l'on découvre des figures de cerfs. En poursuivant sur 80 m dans la galerie principale, on trouve une figure d'aurochs et, à proximité, une figure féminine.

## Art pariétal
La grotte comporte plusieurs peintures pariétales, parmi lesquelles dix cervidés femelles (des biches) et un aurochs. Elles sont attribuées à une période charnière entre le Solutréen et le Magdalénien.

## Galerie

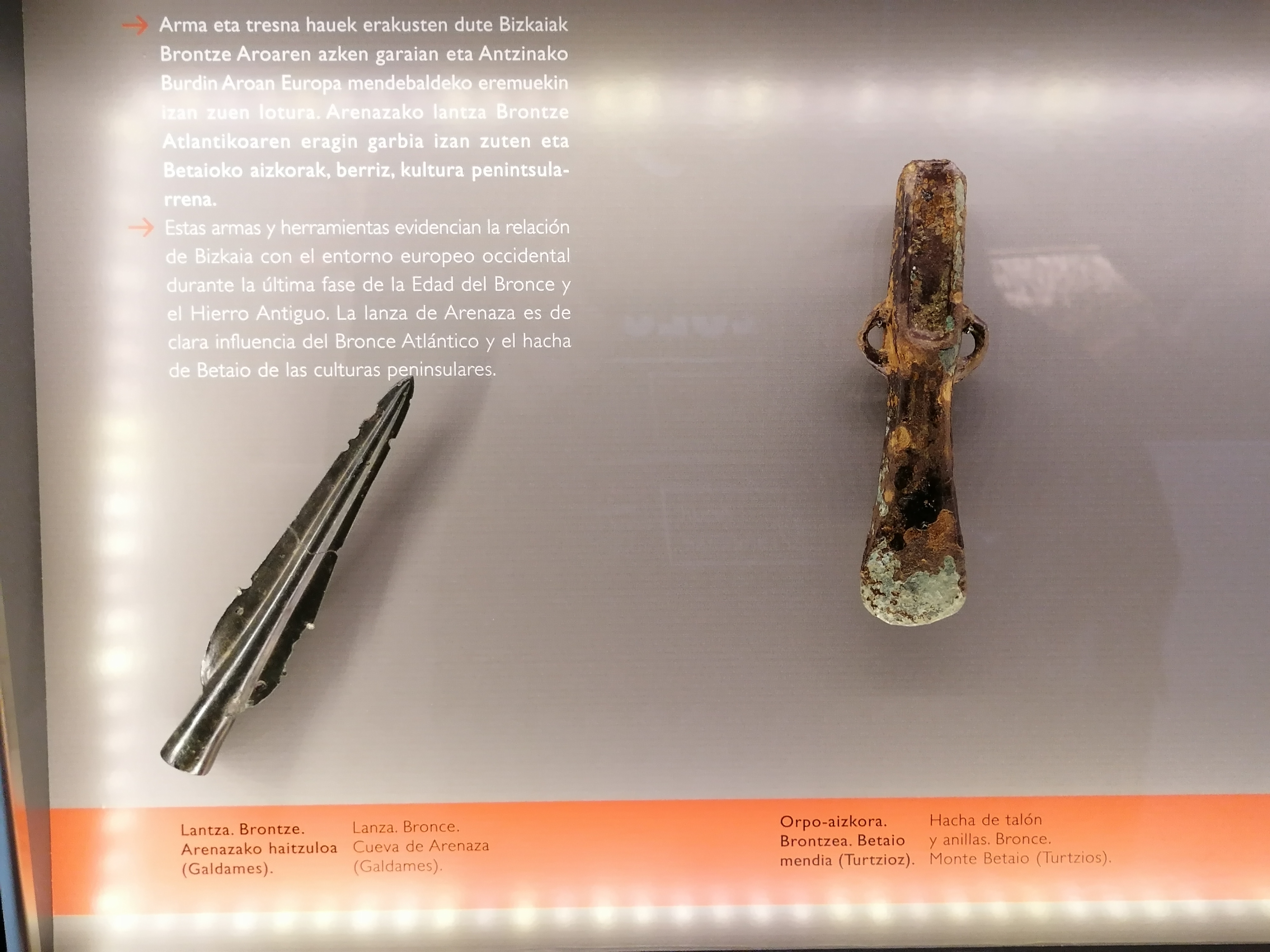
Pointe de lance en bronze trouvée dans la grotte d'Arenaza.
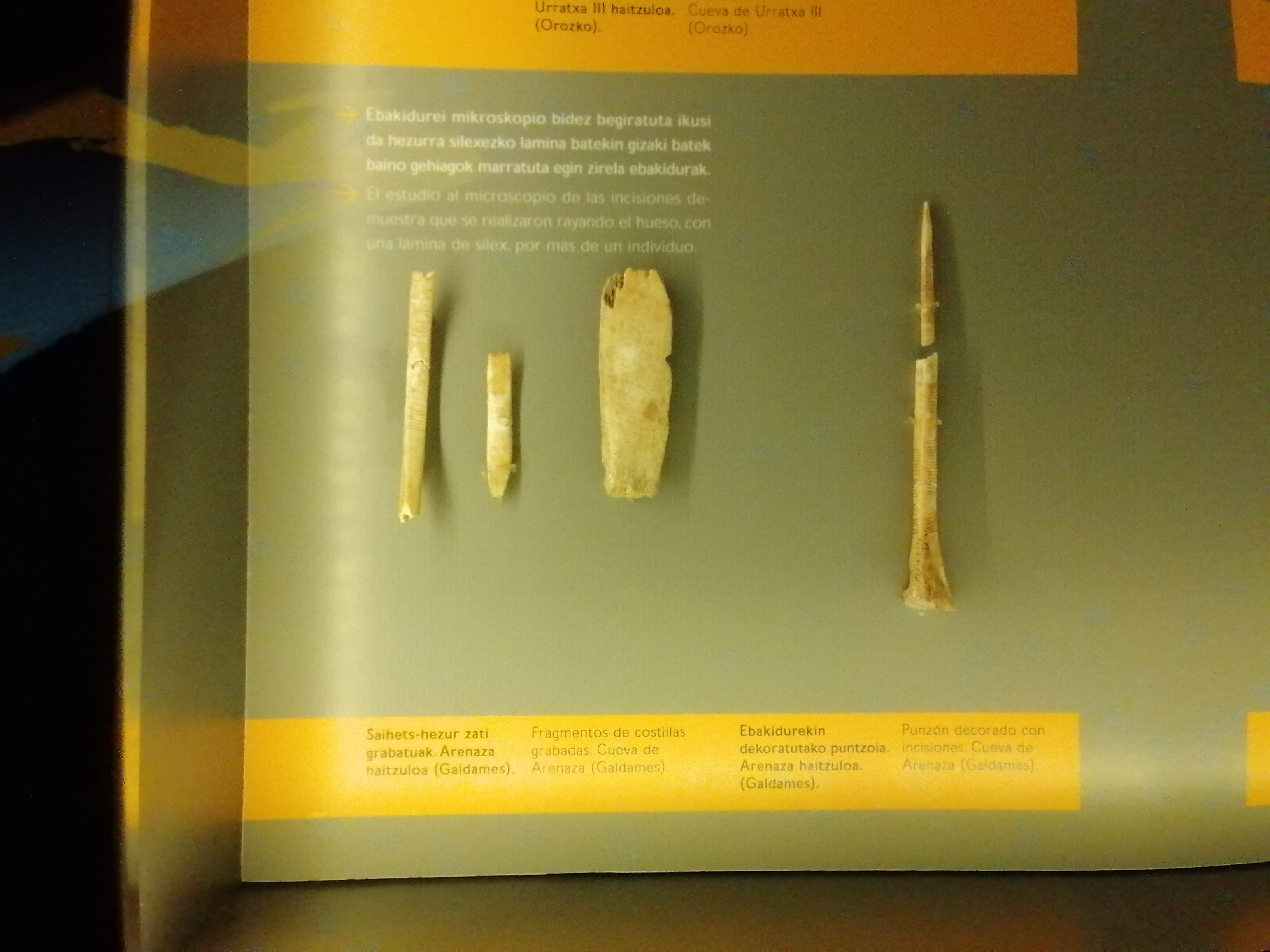
Fragments de côtes gravées et poinçon en os décoré d'incisions provenant de la grotte d'Arenaza.